# Paul Couture
Pour les articles homonymes, voir Couture (homonymie).
Paul Couture (15 avril 1833 - 30 novembre 1913) est un agriculteur et homme politique fédéral du Québec.

## Biographie
Né à Saint-Charles, comté de Bellechasse, dans le Canada-Est, il opère une fromagerie et un fabrique de beurre dans le village de Laterrière. Avec son frère, il établira une usine modèle avec pour objectif de former des producteurs de beurre. Il évolua aussi dans le domaine de la production de la laine.
Élu député indépendant dans la circonscription fédérale de Chicoutimi—Saguenay en 1887, il ne se représenta pas en 1891.